# SSサン・ジョバンニ
SSサン・ジョバンニ（イタリア語: Società Sportiva San Giovanni）は、サンマリノのボルゴ・マッジョーレをホームタウンとするサッカークラブである。1948年に、ACリベルタスに次ぐ、サンマリノ2番目のサッカークラブとして創立された。しかし、創立以来サンマリノでは唯一獲得したタイトルがないサッカークラブである。2015-16シーズンはカンピオナート・サンマリネーゼのジローネAに所属。

## タイトル
なし